# Кротовка (Кинель-Черкасский район)
Кротовка — село в Кинель-Черкасском районе Самарской области. Административный центр сельского поселения Кротовка.

## География
Расположено на юго-западе района, на правом берегу реки Кутулук в 15 км к юго-западу от города Отрадный, в 30 км от села Кинель-Черкассы и в 60 км к востоку от Самары.
С запада ограничено рекой Кутулук (по реке в этом месте проходит граница района), с севера — лесом и старицами поймы Большого Кинеля.

## История
В 1935—1963 годах Кротовка была центром Куйбышевского района (в первый год своего существования район назывался Кротовским).

## Транспорт
В южной части села расположена ж.-д. станция Кротовка (КбшЖД) на линии Самара — Уфа. От села на север отходит ж.-д. ветка к посёлкам Суходол и Сургут.
Через северную часть села проходит автодорога Самара — Бугуруслан, имеется местная автодорога на юг к посёлкам Подгорный и Пустовалово.

## Население
Численность населения — 5,28 тысяч человек (2021 г.).
| 1959 | 1979  | 2002  | 2010  | 2021  |
| ---- | ----- | ----- | ----- | ----- |
| 6792 | ↘6201 | ↘5440 | ↗5668 | ↘5275 |

Национальный состав (2010): русские — 84,8 %, цыгане — 7,7 %, татары — 1,8 %.

### Известные жители
- Марков, Сергей Васильевич (р. 1969) — глава города Новокуйбышевск (2016—2018, 2019—2023).
- Поммер, Юрий Петрович (1909—1991) — скульптор, Заслуженный художник РСФСР (1977).

## Спорт
В 1992—1993 годах в селе проводил некоторые домашние матчи футбольный клуб «Заря», переехавший в село из посёлка Подгорный и выступавший во Второй лиге России. В 1994 году клуб переехал в Самару, сменил название и вскоре прекратил существование.